# Torre de Túbal
La torre de Túbal se encuentra en el extremo suroeste del promontorio donde se levanta el Castillo de la Suda de Tortosa. Es la única torre de planta circular del conjunto. 

## Historia
Según F. Pastor (1913), esta torre «...tomó y retiene el número de torre Tubalina, la redonda que mira al sur y cae encima de la catedral». Este nombre está relacionado con la leyenda de la fundación de Tortosa por el mítico personaje bíblico Túbal, nieto de Noé y rey de Iberia. A partir de la referencia del historiador Martorell, del siglo XVII, se conoce que era llamada torre de Túbal. En un dibujo de Anton van den Wyngaerde (siglo XVI) aparece como torre de planta circular. El autor, para evitar confusiones visuales, corrobora que es redonda en una anotación marginal.

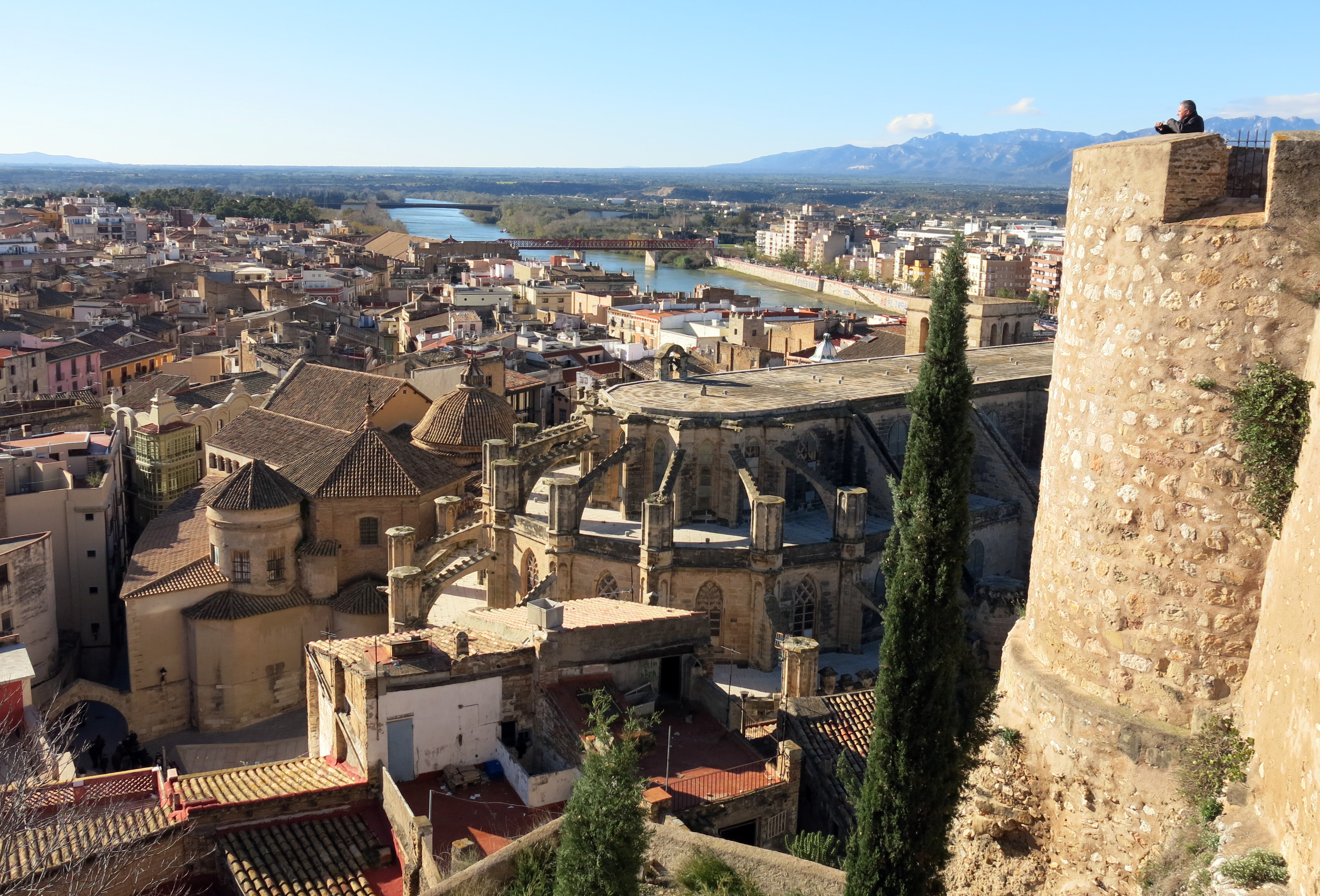
La catedral y el río Ebro desde el castillo de la Suda (Tortosa). En primer término, la torre de Túbal.

## Arquitectura
El interior de la torre está vacío. Desde la cubierta, por una pequeña apertura cuadrangular, podemos observar un espacio vacío de planta circular y sección periforme de 3 m de diámetro por 7 m de altura. Su funcionalidad parece responder a una prisión o calabozo. En 1986, en una campaña arqueológica, se hizo el estudio de los estratos inferiores que no dieron material anterior al siglo XIV. Por los datos poseídos, no se puede asegurar que se trate de una torre anterior al siglo XIV y se conoce que el siglo XV se practicaron importantes reformas, como todo el resto del castillo. El menaje exterior se define con hileras no muy esmeradas de piedras trabajadas de medida mediana, más o menos homogéneas y trabadas con mortero. Se aprecia un cambio de menaje y técnica en las uniones de la torre con las cerraduras de muralla adyacentes, hecho que corrobora la idea que fue construida en un momento diferente al de las murallas. Es difícil precisar si es una reconstrucción sobre una torre anterior o una solución arquitectónica innovada en este periodo.